# Povestirile din Canterbury
Povestirile din Canterbury (în engleză medie Tales of Caunterbury) este o colecție de 24 de povestiri scrise în limba engleză mijlocie de Geoffrey Chaucer între 1387 și 1400.. Cartea prezintă poveștile, în mare parte scrise în versuri, ca parte a unui concurs de povestiri fictive organizat de un grup de pelerini care călătoresc împreună de la Londra la Canterbury pentru a vizita altarul Sfântului Thomas Becket din Catedrala din Canterbury.
Povestirile sunt considerate pe scară largă capodopera lui Chaucer. Ele au avut un efect major asupra literaturii engleze și ar fi putut fi responsabile de popularizarea limbii engleze ca limbaj literar principal, în detrimentul francezei sau latinei. Totuși, engleza fusese deja folosită ca limbaj literar cu secole înainte de epoca lui Chaucer, iar mai mulți contemporani ai acestuia — John Gower, William Langland, poetul Gawain și Julian of Norwich — au scris, de asemenea, lucrări literare importante în engleză. Nu este clar în ce măsură Chaucer a fost semnificativ în această evoluție a preferinței literare.
The Canterbury Tales este în general considerat a fi incomplet la sfârșitul vieții lui Chaucer. În Prologul General, sunt introduși aproximativ 30 de pelerini. Conform Prologului, intenția lui Chaucer era să scrie câte patru povești din perspectiva fiecărui pelerin, câte două pe drumul spre și dinspre destinația lor finală, altarul Sfântului Thomas Becket (pentru un total de aproximativ 120 de povești). Este venerată ca una dintre cele mai importante lucrări din literatura engleză.

## Text
Întrebarea dacă Povestiri din Canterbury este o lucrare completă nu a fost încă rezolvată până în prezent. Există 84 de manuscrise și patru ediții incunabile (tipărite înainte de 1500) ale lucrării, mai multe decât pentru orice alt text literar englezesc în limba vernaculară, cu excepția Prick of Conscience. Această comparație nu ar trebui luată ca dovadă a popularității Tales în secolul care a urmat morții lui Chaucer, deoarece, potrivit lui Derek Pearsall, este nedrept să se compare având în vedere că Prick of Conscience a beneficiat de „preservarea unui subiect religios dogmatic”. Cinci dintre aceste manuscrise sunt considerate inițial complete, în timp ce 28 sunt atât de fragmentare încât este dificil de stabilit dacă au fost copiate individual sau ca parte a unui set. Tales variază atât în moduri minore, cât și majore de la manuscris la manuscris; multe dintre variațiile minore sunt datorate erorilor de copiere, în timp ce se sugerează că, în alte cazuri, Chaucer a adăugat la lucrarea sa și a revizuit-o pe măsură ce era copiată și posibil distribuită.
Nu există manuscrise ale Povestirilor din Canterbury care să fi supraviețuit cu scrisul propriu al lui Chaucer. Cele mai vechi manuscrise cunoscute, care par să fi fost copiate de același scrib, sunt MS Peniarth 392 D (denumit „Hengwrt”) și Manuscrisul Ellesmere, un manuscris de lux, ilustrat. Până în anii 1940, cercetătorii tindeau să prefere manuscrisul Ellesmere, considerându-l mai aproape de intențiile lui Chaucer; după John M. Manly și Edith Rickert, cercetătorii au început să favorizeze tot mai mult Hengwrt. Prima versiune a Povestirilor din Canterbury publicată în formă tipărită a fost ediția din 1476 a lui William Caxton. A fost una dintre primele cărți tipărite de Caxton, primul om din Anglia care a tipărit cărți folosind o presă tipografică. Doar 10 exemplare ale acestei ediții sunt cunoscute a exista, inclusiv unul păstrat de British Library și unul de Biblioteca Folger Shakespeare.
Copistul manuscriselor Hengwrt și Ellesmere a fost identificat ca fiind un scriitor pe nume Adam Pinkhurst. Deoarece un poem, care pare a fi scris de Chaucer, îl identifică pe scrib ca fiind un bărbat pe nume „Adam”, aceasta a dus la ipoteza că scribul care a copiat aceste două manuscrise importante a lucrat cu Chaucer și l-a cunoscut personal. Această identificare a fost subiectul multor controverse în domeniul paleografiei engleze medievale, deși este larg acceptată ca fiind plauzibilă.

### Ordine
Nu există un consens dacă există o versiune completă a Povestirilor din Canterbury  și nici un consens privind ordinea intenționată de Chaucer a poveștilor.
Indicațiile textuale și manuscrise au fost aduse pentru a sprijini cele două metode moderne cele mai populare de ordonare a poveștilor. Unele ediții academice împart Povestirilor din Canterbury în zece „Fragmente”. Poveștile care formează un Fragment sunt strâns legate între ele și conțin indicații interne privind ordinea lor de prezentare, de obicei cu un personaj vorbind cu altul și apoi dându-i loc acestuia. Totuși, între Fragmente, conexiunea este mai puțin evidentă. Prin urmare, există mai multe posibile ordine; cea mai frecvent întâlnită în edițiile moderne urmează numerotarea Fragmentelor (bazată în final pe ordinea din manuscrisul Ellesmere). Victorienii foloseau frecvent cele nouă „Grupuri”, care era ordinea folosită de Walter William Skeat în ediția sa Chaucer: Complete Works, ediție folosită de Oxford University Press pentru majoritatea secolului XX, dar această ordine este acum rar întâlnită. 
O ordonare alternativă (văzută în manuscrisul Harley MS. 7334 de la începutul secolului al XV-lea) plasează fragmentul VIII înaintea fragmentului VI. Fragmentele I și II se succed aproape întotdeauna unul pe celălalt, la fel ca VI și VII, IX și X în cele mai vechi manuscrise. Fragmentele IV și V, prin contrast, variază ca locație de la manuscris la manuscris.

## Limbaj
Chaucer a scris în principal într-un dialect londonez al englezei de mijloc târzii, care prezenta diferențe clare față de limba engleză modernă. Din cercetările filologice, se cunosc câteva aspecte despre pronunția limbii engleze din timpul lui Chaucer. Chaucer pronunța -e la sfârșitul multor cuvinte, astfel încât cuvântul care (cu excepția cazului în care era urmat de un sunet vocalic) se pronunța [ˈkaːrə], nu //kɛər/ca în engleza modernă. Alte litere care sunt acum tăcute erau de asemenea pronunțate, astfel încât cuvântul knight era [kniçt], cu ambele sunete k și gh pronunțate, nu /naɪt/. În unele cazuri, literele vocale din engleza de mijloc erau pronunțate foarte diferit față de engleza modernă, deoarece Great Vowel Shift nu avusese loc încă. De exemplu, vocala lungă e din wepyng („plângere”) se pronunța [eː], ca în germană sau italiană modernă, nu /iː/. Mai jos este o transcriere în alfabetul fonetic internațional (IPA) a primelor versuri din The Merchant's Prologue:
Niciun manuscris al lui Chaucer nu există; toate copiile existente au fost realizate de scribi. Deoarece sunetul final -e s-a pierdut la scurt timp după perioada lui Chaucer, scribii nu l-au copiat corect, iar acest lucru le-a dat impresia cercetătorilor că Chaucer însuși era inconsistent în utilizarea sa. Cu toate acestea, s-a stabilit acum că -e era o parte importantă a gramaticii lui Chaucer și ajuta la distingerea adjectivelor de la singular la plural și a verbelor la subjunctiv de cele la indicativ.

## Surse

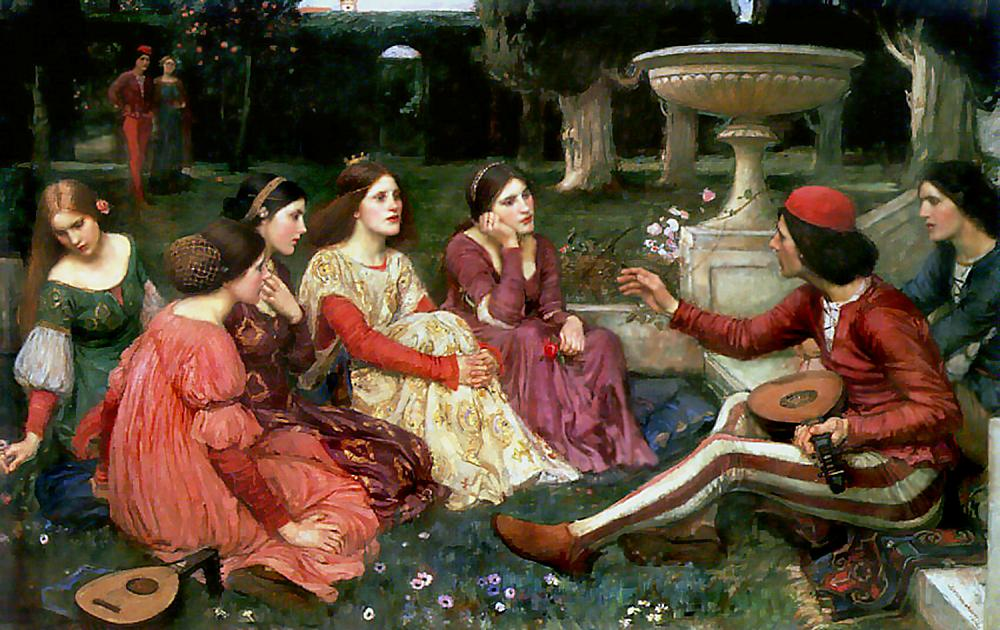
O poveste din Decameron de John William Waterhouse

## Gen și structură

Catedrala Canterbury din nord-vest c. 1890–1900 (retușată dintr-o fotografie alb-negru)

Povestiri din Canterbury este o colecție de povești construită în jurul unui cadru narativ, un gen deja consacrat în această perioadă. Poveștile lui Chaucer se deosebesc de majoritatea celorlalte "colecții" de povești din acest gen prin variația intensă. Majoritatea colecțiilor de povești se concentrau pe o temă, de obicei una religioasă. Chiar și în Decameron, povestitorii sunt încurajați să rămână la tema stabilită pentru ziua respectivă. Ideea unui pelerinaj pentru a aduna un astfel de grup divers de oameni în scopuri literare a fost de asemenea fără precedent, deși "asocierea dintre pelerini și povestiri era una familiară". Introducerea unei competiții între povești îi încurajează pe cititori să compare poveștile în toată diversitatea lor și îi permite lui Chaucer să își prezinte lățimea abilității sale în diferite genuri și forme literare.
Cartea este organizată într-o structură în mare parte liniară, cu o poveste ce urmează alteia. În Prologul General, Chaucer nu descrie poveștile care vor fi spuse, ci oamenii care le vor povesti, lăsând să se înțeleagă că structura va depinde mai degrabă de personaje, decât de o temă anume sau o morală generală. Această idee este întărită atunci când morarul întrerupe pentru a-și spune povestea după ce Cavalerul și-a încheiat-o. Faptul că acest Cavaler începe primul sugerează că toate poveștile vor fi spuse pe baza statutului social, călugărul urmându-l pe Cavaler. Totuși, întreruperea morarului arată că această structură va fi abandonată în favoarea unei schimburi libere și deschise de povești între toate clasele prezente. Temele și punctele de vedere generale apar pe măsură ce personajele își spun poveștile, care sunt apoi răspunse de alte personaje în propriile lor povești, uneori după o lungă perioadă în care tema nu a fost abordată.
În cele din urmă, Chaucer nu acordă multă atenție progresului călătoriei, trecerii timpului pe măsură ce pelerinii călătoresc, sau locațiilor specifice de-a lungul drumului spre Canterbury. Scrierea poveștii pare să fie concentrată în principal pe poveștile spuse, și nu pe pelerinajul în sine.

## Stil

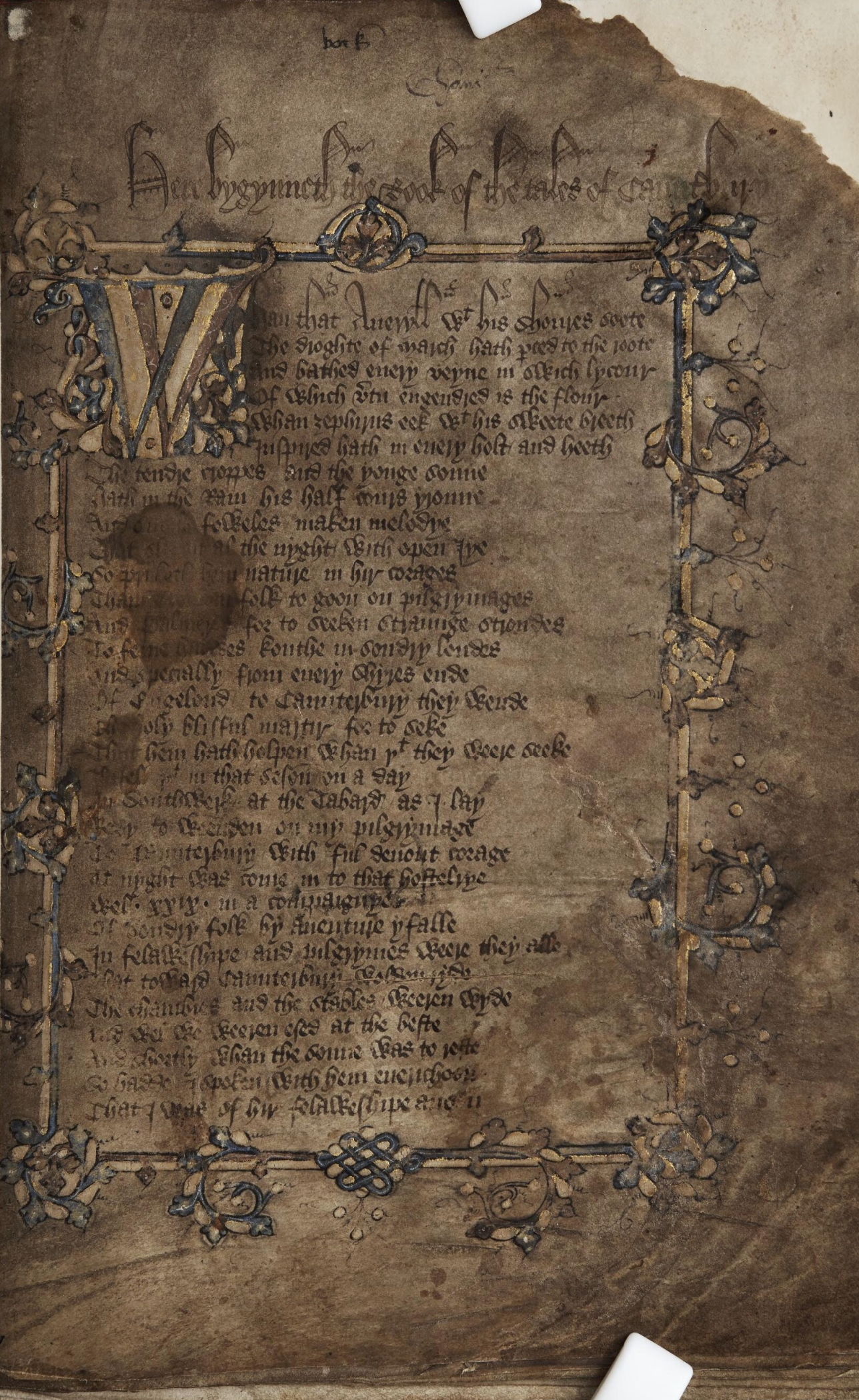
Pagina de titlu a Poveștilor Canterbury a lui Geoffrey Chaucer în mâna „Scribe B”, identificat ca Adam Pinkhurst, c. 1400.

Diversitatea poveștilor lui Chaucer arată amploarea abilității sale și familiaritatea sa cu multe forme literare, stiluri lingvistice și dispozitive retorice. Școlile medievale de retorică ale vremii încurajau o astfel de diversitate, împărțind literatura (așa cum sugerează Virgiliu) în stiluri înalte, mijlocii și joase, măsurate prin densitatea formelor retorice și a vocabularului. O altă metodă populară de divizare venea de la Sfântul Augustin, care se concentra mai mult pe răspunsul publicului și mai puțin pe subiect (o preocupare virgiliană). Sfântul Augustin împărțea literatura în „majestic persuades” (majestic ce convinge), „temperate pleases” (moderate ce încântă) și „subdued teaches” (subjugate ce învață). Scriitorilor li se recomanda să scrie astfel încât să țină cont de vorbitor, subiect, audiență, scop, manieră și ocazie. Chaucer se mișcă liber între toate aceste stiluri, fără a favoriza vreunul. Nu ia în considerare doar cititorii lucrării sale ca audiență, ci și ceilalți pelerini din poveste, creând o retorică stratificată.
Astfel, Chaucer evită să se adreseze unui public sau unei clase sociale specifice de cititori, concentrându-se în schimb pe personajele poveștii și scriindu-le poveștile cu o abilitate proporțională cu statutul lor social și educația lor. Totuși, chiar și cele mai joase personaje, cum ar fi Miller-ul, demonstrează o abilitate retorică surprinzătoare, deși subiectul lor este mai simplu. Vocabularul joacă și el un rol important, deoarece cei din clasele superioare se referă la o femeie ca „lady” (doamnă), în timp ce cei din clasele inferioare folosesc cuvântul „wenche” (fată), fără excepții. Uneori, același cuvânt va însemna lucruri complet diferite între clase. Cuvântul „pitee” (mila) este, de exemplu, un concept nobil pentru clasele superioare, în timp ce în Povestea Comercianților se referă la actul sexual. Din nou, totuși, povești precum Povestea Preotului Călugăriței arată o abilitate surprinzătoare cu cuvintele printre clasele inferioare ale grupului, în timp ce Povestea Cavalerului este, uneori, extrem de simplă.
Chaucer folosește același metru pe parcursul aproape tuturor poveștilor sale, mai puțin în povestea în proză despre Sir Thopas. Acesta este un vers caracterizat prin cinci silabe accentuate, care de obicei  alternează cu silabe neaccentuate, producând versuri de obicei de zece silabe, dar adesea unsprezece și uneori nouă; ocazional, o cezură poate fi identificată în jurul mijlocului unui vers. Acest metru a fost probabil inspirat de formele franceze și italiene. Metrul lui Chaucer va evolua mai târziu în metrul eroic din secolele XV și XVI, uneori cunoscut sub numele de „riding rhyme” (rima calare), și este un strămoș al pentametrelor iambice. Versul lui Chaucer este de obicei caracterizat și prin rima de cuplete, dar el a evitat să permită ca perechile de rime să devină prea proeminente în „Povestirile din Canterbury”, iar patru dintre povești (Povestea Omului Legii, Povestea Clerului, Povestea Prioarei și Povestea celei de-a doua Călugărițe) folosesc rima regală.

## Context istoric și teme

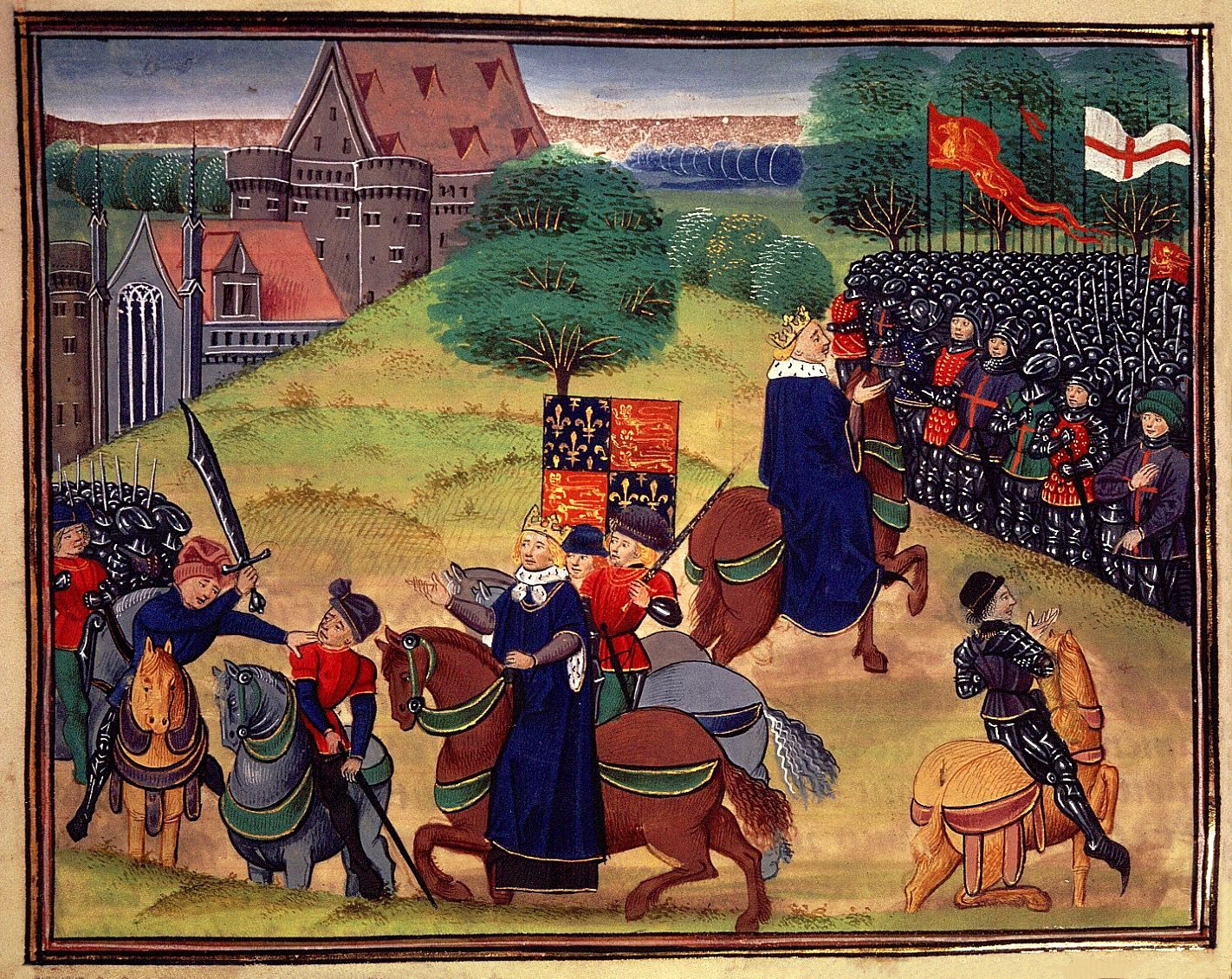
Revolta Țăranilor din 1381 este menționată în Povestiri.

În 1386, Chaucer a devenit Controlor al Vamalelor și Justițiar al Păcii și, în 1389, Clerk al Lucrărilor Regelui. A fost în acești ani când Chaucer a început să lucreze la Povestirile din Canterbury.
Sfârșitul secolului al XIV-lea a fost o perioadă tulbure în istoria Angliei. Biserica Catolică se afla în mijlocul schismei occidentale și, deși era încă singura autoritate creștină din Europa de Vest, era subiectul unor controverse intense. Lollardia, o mișcare religioasă engleză timpurie condusă de John Wycliffe, este menționată în Povestirile din Canterbury, care fac, de asemenea, referire la un incident specific implicând vânzătorii de indulgențe (care vindeau indulgențe, ce se credeau a scuti de pedeapsa temporală pentru păcatele deja iertate în Sacramentul Mărturisirii) ce susțineau în mod fraudulos că strângeau fonduri pentru spitalul Sf. Maria Rouncesval din Anglia. Povestirile din Canterbury sunt printre primele lucrări literare engleze care menționează hârtia, o invenție relativ nouă care permitea răspândirea cuvântului scris într-un mod necunoscut până atunci în Anglia. Conflictele politice, precum Revolta Țăranilor din 1381 și conflictele care au dus la detronarea regelui Richard al II-lea, dezvăluie și mai mult tumultul complex din jurul lui Chaucer în perioada în care lucra la Povestirile din Canterbury. Mulți dintre apropiații săi au fost executați, iar el însuși s-a mutat în Kent pentru a scăpa de evenimentele din Londra.
În timp ce unii cititori încearcă să interpreteze personajele din Povestirile din Canterbury ca figuri istorice, alți cititori aleg să interpreteze semnificația lor în termeni mai puțin literali. După analiza limbajului lui Chaucer și a contextului istoric, opera sa pare să dezvolte o critică a societății din timpul vieții sale. Într-o serie din descrierile sale, comentariile sale pot părea complementare, dar printr-un limbaj ingenios, afirmațiile sunt, în final, critice la adresa acțiunilor pelerinilor. Nu este clar dacă Chaucer ar intenționa ca cititorul să asocieze personajele sale cu persoane reale. În schimb, se pare că Chaucer creează personaje fictive care să reprezinte în mod general oameni din diverse domenii de activitate. Având în vedere înțelegerea societății medievale, se poate detecta o subtilă satiră în lucrarea sa. 

### Religie
Povestirile reflectă viziuni diverse asupra Bisericii în Anglia lui Chaucer. După Moartea Neagră, mulți europeni au început să pună la îndoială autoritatea Bisericii instituționale. Unii s-au îndreptat spre Lollardy, în timp ce alții au ales căi mai puțin extreme, începând ordine monastice noi sau mișcări mai mici care expuneau corupția bisericească în comportamentul clerului, relicve false ale bisericii sau abuzul de indulgențe. Mai multe personaje din Povestirile sunt figuri religioase, iar chiar cadrul pelerinajului la Canterbury este religios (deși prologul face comentarii ironice despre atracțiile sale doar sezoniere), făcând religia un subiect semnificativ al lucrării.
Două personaje, Pardonierul și Somonierul, căror roluri reflectă puterea seculară a Bisericii, sunt amândouă prezentate ca fiind profund corupte, lacome și abuzive. Pardonierii, în timpul lui Chaucer, erau acei oameni de la care se cumpărau „indulgențele” Bisericii pentru iertarea păcatelor, care erau vinovați de abuzarea funcției lor în scop personal. Pardonierul lui Chaucer admite deschis corupția practicii sale în timp ce își vinde marfa. Somonierii erau ofițeri ai Bisericii care aduceau păcătoșii în fața tribunalului Bisericii pentru posibile excomunicări și alte pedepse. Somonierii corupți scriau citații false și îi speriau pe oameni, forțându-i să le dea mită pentru a-și proteja interesele. Somonierul lui Chaucer este portretizat ca fiind vinovat de aceleași păcate pentru care amenință să-i aducă pe alții în fața tribunalului și se sugerează că ar avea o relație coruptă cu Pardonierul. În Povestea Călugărului, unul dintre personaje este un somonier care este arătat ca lucrând de partea diavolului, nu a lui Dumnezeu.

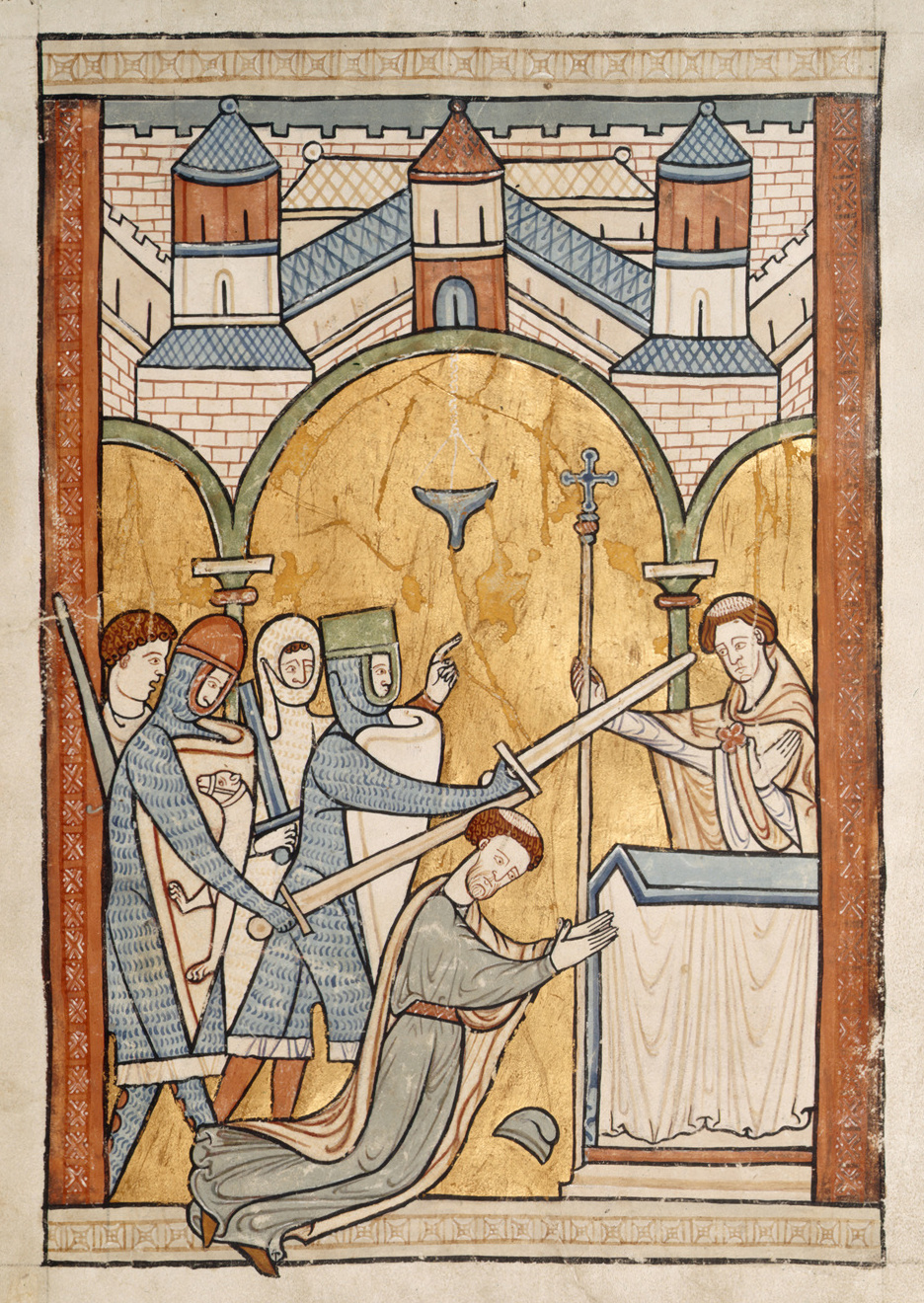
Uciderea lui Thomas Becket

Bisericile de diverse tipuri sunt reprezentate de Călugăr, Priorea, Preotul Măicuței și a Doua Măicuță. Ordinile monahale, care au apărut din dorința de a urma un stil de viață ascetic separat de lume, deveniseră, însă, în timpul lui Chaucer, din ce în ce mai implicate în chestiuni lumești. Mănăstirile controlau frecvent suprafețe vaste de terenuri pe care câștigau sume semnificative de bani, în timp ce țăranii lucrau pentru ele. A Doua Măicuță este un exemplu al a ceea ce trebuia să fie o Măicuță: povestea ei vorbește despre o femeie al cărei exemplu cast atrage oameni în biserică. Călugărul și Priorea, pe de altă parte, deși nu sunt la fel de corupți ca Somonierul sau Pardonierul, se află mult sub idealul propriilor lor ordine. Amândoi sunt îmbrăcați scump, dau semne de vieți luxoase și flirtante și arată o lipsă de adâncire spirituală. Povestea Prioreei este despre un băiat creștin profund pios și inocent care este ucis de evrei, o calomnie de sânge împotriva evreilor care a devenit parte din tradiția literară engleză. Această poveste nu a fost originară din lucrările lui Chaucer și era deja bine cunoscută în secolul al XIV-lea.

Pelerinajul era un element foarte proeminent în societatea medievală. Destinația finală a pelerinajelor era Ierusalimul, dar în Anglia, Canterbury era o destinație populară. Pelerinii călătoreau la catedrale care păstrau relicve ale sfinților, crezând că aceste relicve dețineau puteri miraculoase. Sfântul Thomas Beckett, Arhiepiscopul din Canterbury, fusese ucis în Catedrala Canterbury de către cavaleri ai regelui Henric al II-lea, în urma unui dezacord între Biserică și Coroană. Poveștile miraculoase legate de rămășițele sale au apărut la scurt timp după moartea sa, iar catedrala a devenit o destinație populară pentru pelerini. Pelerinajul din lucrare leagă toate poveștile și poate fi considerat o reprezentare a strădaniei creștinilor de a ajunge în ceruri, în ciuda slăbiciunilor, dezacordurilor și diversității de opinii.

### Clasa socială și convenție

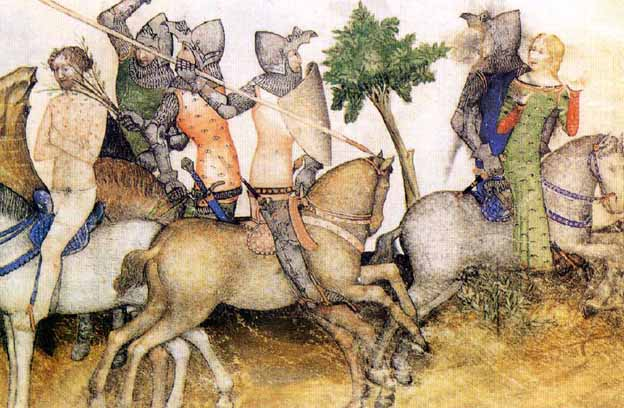
Dilema lui Bors – el alege să salveze o fată mai degrabă decât pe fratele său Lionel

Clasa superioară sau nobilimea, reprezentată în principal de Cavaler și Slujitorul său, era în vremea lui Chaucer pătrunsă de o cultură a cavalerismului și a curteniei. Nobilii erau așteptați să fie războinici puternici, capabili să fie nemiloși pe câmpul de luptă, dar politicoși în Curtea Regelui și creștini în faptele lor. Cavalerii trebuiau să formeze o legătură socială puternică cu bărbații care luptau alături de ei, dar o legătură și mai puternică cu o femeie pe care o idealizau, pentru a-și întări abilitățile de luptă. Deși scopul cavalerismului era acțiunea nobilă, valorile sale conflictuale degenerau adesea în violență. Liderii Bisericii încercau frecvent să impună restricții asupra turnirurilor și competițiilor, care uneori se încheiau cu moartea învinsului. Povestea cavalerilor arată cum dragostea frățească dintre doi cavaleri devine o dispută mortală atunci când se îndrăgostesc de aceeași femeie pe care amândoi o idealizează. Pentru a o câștiga, ambii sunt dispuși să lupte până la moarte. Cavalerismul era în declin în timpul lui Chaucer, iar este posibil ca Povestea Cavalerului să fi fost menită să arate defectele acestuia, deși acest lucru este disputat. Chaucer însuși a luptat în Războiul de o sută de ani sub Eduard al III-lea, care a pus un mare accent pe cavalerism în timpul domniei sale. Două povești, „Sir Topas” și „Povestea lui Melibee”, sunt spuse de Chaucer însuși, care călătorește alături de pelerini în propria sa poveste. Ambele povești par să se concentreze asupra efectelor negative ale cavalerismului – prima luând în derâdere regulile cavalerismului, iar a doua avertizând împotriva violenței.
Poveștile reflectă constant conflictul între clase. De exemplu, împărțirea celor trei stări sociale: personajele sunt împărțite în trei clase distincte, aceste clase fiind „cei care se roagă” (clerul), „cei care luptă” (nobilimea) și „cei care muncesc” (comerciantii și țăranii). Majoritatea poveștilor sunt interconectate prin teme comune, iar unele „răspund” (repliesc sau se răzbună) altor povești. Convenția este respectată atunci când Cavalerul începe jocul cu o poveste, deoarece el reprezintă cea mai înaltă clasă socială din grup. Dar când el este urmat de Miller, care reprezintă o clasă inferioară, se creează cadrul pentru ca Poveștile să reflecte atât un respect față de, cât și o neglijență față de regulile clasei superioare. Helen Cooper, precum și Mikhail Bakhtin și Derek Brewer, numesc această opoziție „ordinea și grotescul, Postul și Carnavalul, cultura oficială aprobată și latura ei haotică și plină de viață”. Mai multe lucrări din acea perioadă conțineau aceeași opoziție.

### Relativism versus realism
Personajele lui Chaucer exprimă fiecare viziuni diferite – uneori foarte diferite – asupra realității, creând o atmosferă de testare, empatie și relativism. Așa cum spune Helen Cooper, „Genurile diferite oferă interpretări diferite ale lumii: fabliau aproape că nu observă operațiunile lui Dumnezeu, viața sfinților se concentrează pe aceștia în detrimentul realității fizice, tractatele și predicile insistă asupra moralității prudente sau ortodoxe, iar romanele privilegiază emoția umană. Numărul mare de persoane și povești diferite face ca Poveștile să fie un set incapabil de a ajunge la o adevărată realitate sau adevăr.”

### Limite
Conceptul de liminalitate joacă un rol important în Poveștile din Canterbury. Un spațiu liminal, care poate fi atât geografic, cât și metaforic sau spiritual, reprezintă un spațiu tranzitoriu sau transformator între o lume „reală” (sigură, cunoscută, limitată) și un spațiu necunoscut sau imaginar, plin atât de risc, cât și de posibilități. Noțiunea de pelerinaj este ea însăși o experiență liminală, deoarece se concentrează pe călătoria între destinații și pentru că pelerinii întreprind această călătorie sperând să devină mai sfinți în proces. Astfel, structura Poveștilor din Canterbury este însăși liminală; nu doar că acoperă distanța între Londra și Canterbury, dar majoritatea poveștilor se referă la locuri complet în afacerea geografică a pelerinajului. Jean Jost rezumă funcția liminalității în Poveștile din Canterbury,...
 Both appropriately and ironically in this raucous and subversive liminal space, a ragtag assembly gather together and tell their equally unconventional tales. In this unruly place, the rules of tale telling are established, themselves to be both disordered and broken; here the tales of game and earnest, solas and sentence, will be set and interrupted. Here the sacred and profane adventure begins, but does not end. Here, the condition of peril is as prominent as that of protection. The act of pilgrimaging itself consists of moving from one urban space, through liminal rural space, to the next urban space with an ever fluctuating series of events and narratives punctuating those spaces. The goal of pilgrimage may well be a religious or spiritual space at its conclusion, and reflect a psychological progression of the spirit, in yet another kind of emotional space.
Liminalitatea este evidentă și în poveștile individuale. Un exemplu evident în acest sens este Povestea călugărului în care diavolul yeoman este o figură liminală datorită naturii și funcției sale tranzitorii; este scopul lui să scoată suflete din existența lor actuală în iad, una cu totul diferită. Povestea lui Franklin este o poveste bretonă Lai, care duce povestea într-un spațiu liminal, invocând nu numai interacțiunea dintre supranatural și muritor, ci și relația dintre prezent și trecutul imaginat.

## Recepție
Deși Chaucer menționează adesea destinatarii multor dintre poeziile sale (se crede că Cartea Ducesei a fost scrisă pentru John of Gaunt cu ocazia morții soției sale în 1368), publicul vizat pentru Poveștile din Canterbury este mai greu de determinat. Chaucer a fost un curtean, ceea ce i-a făcut pe unii să creadă că el a fost un poet de curte care scria exclusiv pentru nobilime. Este menționat de Eustache Deschamps și de contemporanul său John Gower ca un traducător și poet nobil. S-a sugerat că poezia ar fi fost destinată să fie citită cu voce tare, ceea ce este probabil, deoarece aceasta era o activitate obișnuită la acea vreme. Totuși, pare să fi fost și destinată lecturii private, deoarece Chaucer se referă frecvent la sine ca autor, mai degrabă decât ca vorbitor al operei. Determinarea publicului țintă direct din text este și mai dificilă, deoarece publicul face parte din poveste. Acest lucru face dificilă identificarea momentului în care Chaucer scrie pentru audiența pelerinilor ficționali sau pentru cititorul real.
Lucrările lui Chaucer ar fi putut fi distribuite într-o formă completă sau parțială în timpul vieții sale. Oamenii de știință speculează că manuscrisele au fost circulate printre prietenii săi, dar cel mai probabil au rămas necunoscute pentru majoritatea oamenilor până după moartea sa. Totuși, rapiditatea cu care copiii de scripturi s-au străduit să scrie versiuni complete ale operei lui Chaucer în formă de manuscris arată că Chaucer era un poet faimos și respectat în vremea sa. Manuscrisele Hengwrt și Ellesmere sunt exemple de atenție acordată distribuirii operei sale. Mai multe copii de manuscrise ale poeziei există decât pentru orice altă poezie din acea perioadă, cu excepția Prick of Conscience, ceea ce i-a făcut pe unii cercetători să-i acorde statutul echivalent cu cel al unui bestseller medieval. Chiar și cele mai elegante manuscrise ilustrate, totuși, nu sunt aproape la fel de ornamentate ca lucrările autorilor din operele mai respectabile, precum literatura religioasă și istorică a lui John Lydgate.

### Secolul al XV-lea
John Lydgate și Thomas Occleve au fost printre primii critici ai Poveștilor lui Chaucer, lăudându-l pe poet drept cel mai mare poet englez din toate timpurile și primul care a arătat de ce era cu adevărat capabilă limbajul din punct de vedere poetic. Acest sentiment a fost universal acceptat de criticii de mai târziu la mijlocul secolului al XV-lea. Glosele incluse în manuscrisele The Canterbury Tales ale vremii îl lăudau foarte mult pentru priceperea sa cu „propoziție” și retorica, cei doi piloni după care criticii medievali judecau poezia. Cea mai respectată dintre povești a fost în acest moment cea a Cavalerului, deoarece era plină de ambele. 

## Adăugări și suplimente literare
Incompletitudinea Povestirilor a dus la scrierea de către mai mulți autori medievali a unor adăugiri și suplimente pentru a le face mai complete. Unele dintre cele mai vechi manuscrise existente ale Povestirilor includ povești noi sau modificate, arătând că încă de la începuturi, astfel de adăugiri erau create. Aceste modificări au inclus diverse expansiuni ale Povestea lui Cook, pe care Chaucer nu le-a terminat niciodată, Povestea plugarului, Povestea lui Gamelyn, Asediul Tebei și Povestea lui Beryn.
Povestea lui Beryn, scrisă de un autor anonim în secolul al XV-lea, este precedată de un prolog lung în care pelerinii ajung la Canterbury și sunt descrise activitățile lor acolo. În timp ce restul pelerinilor se risipesc prin oraș, Pardonerul caută afecțiunile lui Kate, barmanița, dar se confruntă cu probleme în a-l face față bărbatului din viața ei și gazdei Harry Bailey. Pe măsură ce pelerinii se întorc acasă, Negustorul reîncepe povestirea cu Povestea lui Beryn. În această poveste, un tânăr pe nume Beryn călătorește de la Roma în Egipt pentru a-și căuta norocul, dar ajunge să fie păcălit de alți oameni de afaceri de acolo. Ulterior, este ajutat de un localnic să își ia revanșa. Povestea provine din povestea franceză Bérinus și există într-un singur manuscris timpuriu al povestirilor, deși a fost tipărită împreună cu povestirile într-o ediție din 1721 de John Urry.
John Lydgate a scris The Siege of Thebes în jurul anului 1420. Ca și Povestea lui Beryn, aceasta este precedată de un prolog în care pelerinii ajung la Canterbury. Lydgate se plasează pe sine printre pelerini, ca unul dintre ei, și descrie cum a făcut parte din călătoria lui Chaucer și a auzit poveștile. Se caracterizează pe sine ca un călugăr și spune o poveste lungă despre istoria Tebe înainte de evenimentele din Povestea Cavalerului. Povestea lui John Lydgate a fost populară încă de la început și există în manuscrise vechi, atât de una singură, cât și ca parte din Povestirile lui Chaucer. A fost tipărită pentru prima dată în 1561 de John Stow, iar mai multe ediții au urmat această cale în secolele ce au urmat.
Există de fapt două versiuni ale Povestirii Țăranului, ambele influențate de lucrarea Piers Plowman, o operă scrisă în timpul vieții lui Chaucer. Chaucer descrie un țăran în Prologul General al poveștilor sale, dar nu îi dă propria poveste. O poveste, scrisă de Thomas Occleve, descrie miracolul Fecioarei și al Hainei Fără Mâneci. O altă poveste îl are ca protagonist pe un pelican și un grifon care dezbat despre corupția Bisericii, pelicanul luând o poziție de protest asemănătoare cu ideile luiJohn Wycliffe.
Povestea lui Gamelyn a fost inclusă într-o versiune timpurie a manuscrisului poveștilor, Harley 7334, care este cunoscută pentru a fi unul dintre cele mai slabe manuscrise timpurii în ceea ce privește erorile editoriale și modificările. Acum este larg respinsă de către cercetători ca o poveste autentică a lui Chaucer, deși unii cercetători cred că el ar fi intenționat să rescrie povestea ca pe o poveste pentru Yeoman. Datele de autorat ale acesteia variază între 1340 și 1370.

## Adaptări și omagii ulterioare

### Cărți
- Cea mai cunoscută lucrare a scriitoarei din secolul al XVIII-lea Harriet Lee s-a numit Poveștile Canterbury și constă din douăsprezece povești, relatate de călători aruncați împreună printr-un accident neplăcut. La rândul său, versiunea lui Lee a avut o influență profundă asupra lordului Byron.
- Cartea din 1901 a lui E. Nesbit The Wouldbegoods include un episod în care protagoniștii copiilor refac pelerinajul, preluând unele dintre rolurile personajelor.
- Cartea lui Henry Dudeney din 1907 , The Canterbury Puzzles, conține o parte despre care se presupune că a pierdut din ceea ce cititorii moderni cunosc drept poveștile lui Chaucer.
- Romancierul de mistere istorice PC Doherty a scris o serie de romane bazate pe Poveștile Canterbury, folosind atât cadrul poveștii, cât și personajele lui Chaucer.
- Scriitorul de science-fiction Dan Simmons și-a scris romanul Hyperion, câștigător al premiului Hugo din 1989, bazat pe un grup extraplanetar de pelerini.
- Biologul evoluționist Richard Dawkins a folosit Povestirile din Canterbury ca structură pentru cartea sa non-ficțiune despre evoluție din 2004, intitulată Povestea strămoșilor: un pelerinaj la zorii evoluției. Pelerinii săi animale sunt pe cale să găsească strămoșul comun, fiecare spunând o poveste despre evoluție.
- Autoarea canadiană Angie Abdou traduce Poveștile Canterbury într-o secțiune transversală de oameni, toți pasionați de sporturi de zăpadă, dar din medii sociale diferite, convergând spre o cabină de schi de teren îndepărtată din Columbia Britanică în romanul The Canterbury Trail din 2011.
- Poetul și interpretul britanic Patience Agbabi este unul dintre cei paisprezece autori care au lucrat împreună pentru a spune poveștile și experiențele refugiaților, deținuților și solicitanților de azil într-o carte intitulată Refugee Tales. Eforturile de colaborare ale scriitorilor și ale persoanelor strămutate creează povești modelate după povestea călătoriei lui Chaucer din Poveștile Canterbury. Acest proiect are rădăcinile în eforturile Gatwick Detainees Welfare Group, un grup de advocacy non-partizan pentru persoanele deținute.

### Adaptări scenice
- Doi veri de stirpe aleasă, de William Shakespeare și John Fletcher, o repovestire a „Povestea cavalerului”, a fost interpretată pentru prima dată în 1613 sau 1614 și publicată în 1634.
- În 1961, Erik Chisholm și-a finalizat opera, The Canterbury Tales. Opera este în trei acte: The Wyf of Bath's Tale, The Pardoner's Tale și The Nun's Priest's Tale.
- Versiunea modernă în limba engleză a lui Nevill Coghill a stat la baza unei versiuni muzicale care a fost montată pentru prima dată în 1964.
- În 2021, Zadie Smith a debutat prima ei piesă, Soția din Willesden, adaptând Prologul și Povestea lui Wife of Bath, așa cum sunt spuse la un târâș în baruri contemporane, povestea fiind plasată în Jamaica secolului al XVII-lea. Lucrarea a fost interpretată inițial la Londra[16][17] și la American Repertory Theatre din Cambridge, Massachusetts, în 2023.

### Film și televiziune
- A Canterbury Tale, un film din 1944, scris și regizat în comun de Michael Powell și Emeric Pressburger, se bazează vag pe cadrul narativ al poveștilor lui Chaucer. Filmul se deschide cu un grup de pelerini medievali care călătoresc prin zona rurală Kentish, în timp ce un narator rostește versurile de început ale Prologului general. Scena face apoi o tranziție faimoasă la vremea celui de-al Doilea Război Mondial. Din acel moment, filmul urmărește un grup de străini, fiecare cu propria sa poveste și care au nevoie de un fel de răscumpărare, care se îndreaptă împreună spre Canterbury. Povestea principală a filmului are loc într-un oraș imaginar din Kent și se termină cu sosirea personajelor principale la Catedrala din Canterbury, clopotele răsunând și cuvintele lui Chaucer răsunând din nou. A Canterbury Tale este recunoscut ca fiind unul dintre cele mai poetice și artistice filme ale echipei Powell-Pressburger. A fost produsă ca propagandă în timpul războiului, folosind poezia lui Chaucer, referindu-se la celebrul pelerinaj și oferind fotografii din Kent pentru a reaminti publicului pentru ce merită să lupți Marea Britanie. Într-o scenă, un istoric local dă prelegeri unui public de soldați britanici despre pelerinii din vremea lui Chaucer și despre istoria vibrantă a Angliei.[18]
- Filmul Poveștile Canterbury (1972) al lui Pier Paolo Pasolini, prezintă mai multe dintre povești, unele dintre ele coerente cu povestea originală, iar altele care sunt înfrumusețate. „Povestea bucătarului”, de exemplu, care este incomplet în versiunea originală, este extinsă într-o poveste completă, iar „Povestea călugărului” extinde scena în care Invocatorul este târât în iad. Filmul include aceste două povești, precum și „Povestea morarului”, „Povestea invocatorului”, „Soția lui Bath’s Tale” și „Povestea negustorului”.[19] „Povestea lui Sir Topas” a fost și el filmat și dublat; cu toate acestea, a fost ulterior îndepărtat de Pasolini și acum este considerat pierdut.
- Alan Plater a repetat poveștile într-o serie de piese pentru BBC2 în 1975: Trinity Tales.
- La 26 aprilie 1986, personalitatea de radio americană Garrison Keillor a deschis porțiunea „The News from Lake Wobegon” din prima transmisie TV în direct a emisiunii sale radio A Prairie Home Companion, cu o citire a textului original în limba engleză mijlocie al Prologului general. El a comentat: „Deși acele cuvinte au fost scrise cu mai bine de 600 de ani în urmă, ele încă descriu primăvara”.
- Jonathan Myerson a regizat o versiune animată a Poveștilor Canterbury în trei părți din 1998 până în 2000. Seria a fost nominalizată la Oscar (ca scurtmetraj animat ) în 1999 și a câștigat premiul BAFTA pentru cel mai bun film de animație, pe lângă patru Primetime Emmy.
- Filmul din 2001 A Knight's Tale, cu Heath Ledger în rol principal, își ia titlul din „ The Knight’s Tale ” de Chaucer și îl prezintă pe Chaucer ca personaj.
- În 2003, BBC a prezentat din nou re-povestiri moderne ale poveștilor selectate în seria lor de șase episoade Canterbury Tales.[20]

### Muzică
- Hitul din 1967 al trupei britanice de rock psihedelic Procol Harum „ A Whiter Shade of Pale ” este adesea considerat că face referire la Poveștile Canterbury, „așa cum morarul și-a spus povestea”. Cu toate acestea, textierul Keith Reid a negat acest lucru, spunând că nu l-a citit niciodată pe Chaucer când a scris versul.[21]
- Titlul albumului din 1993 al lui Sting Ten Summoner's Tales face aluzie la „ The Summoner's Tale ” și la numele de naștere al lui Sting, Gordon Sumner.[22]

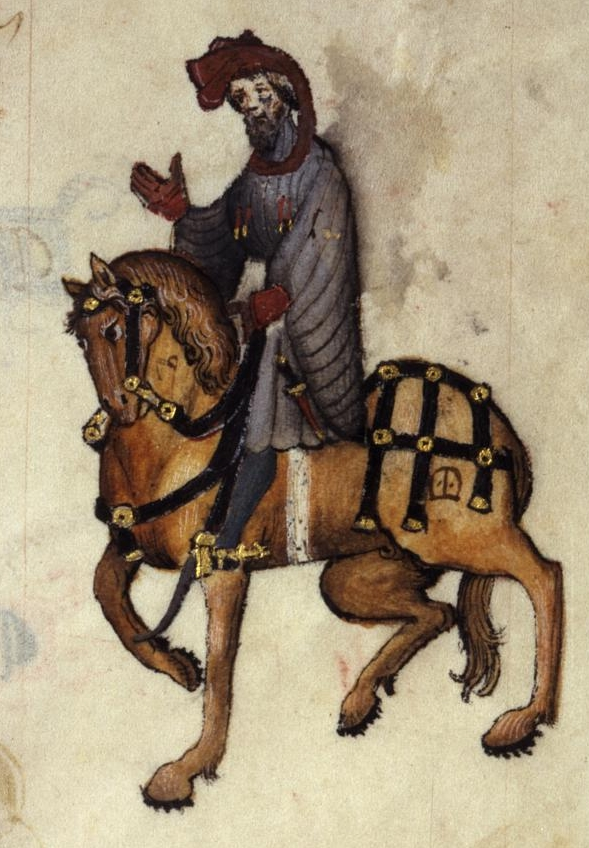
Cavalerul
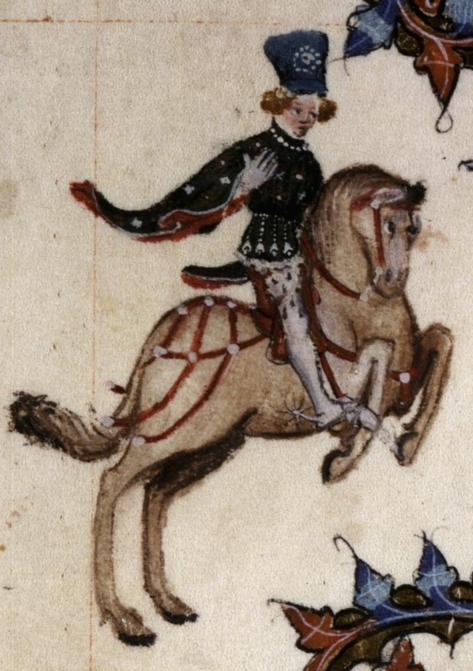
Scutierul
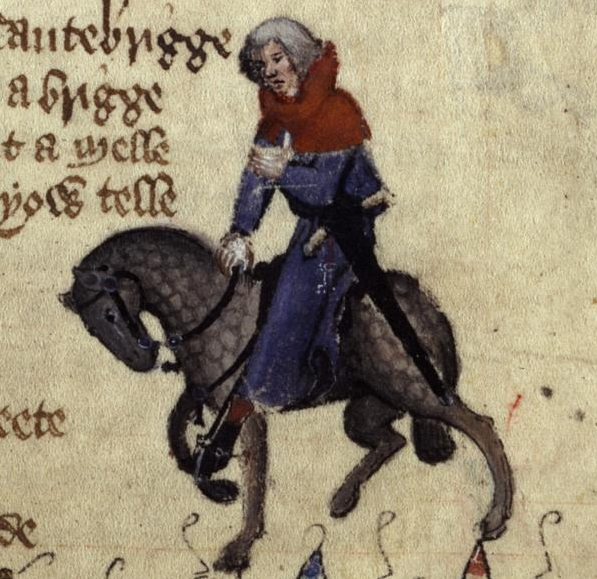
Oswald The Reeve
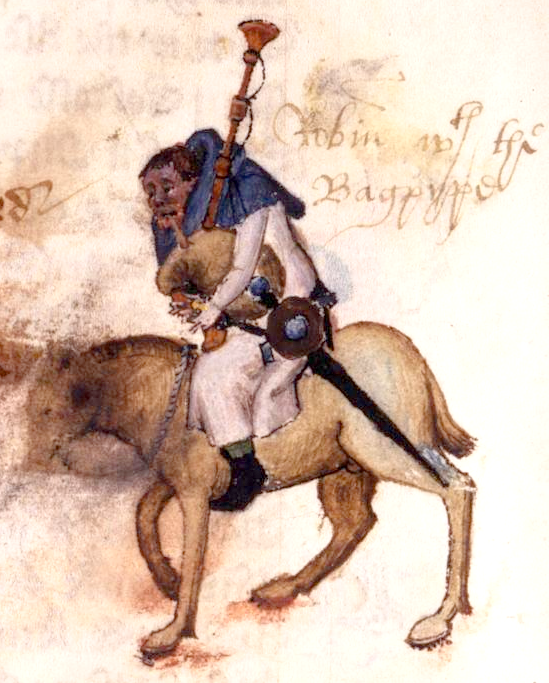
Robin Morarul
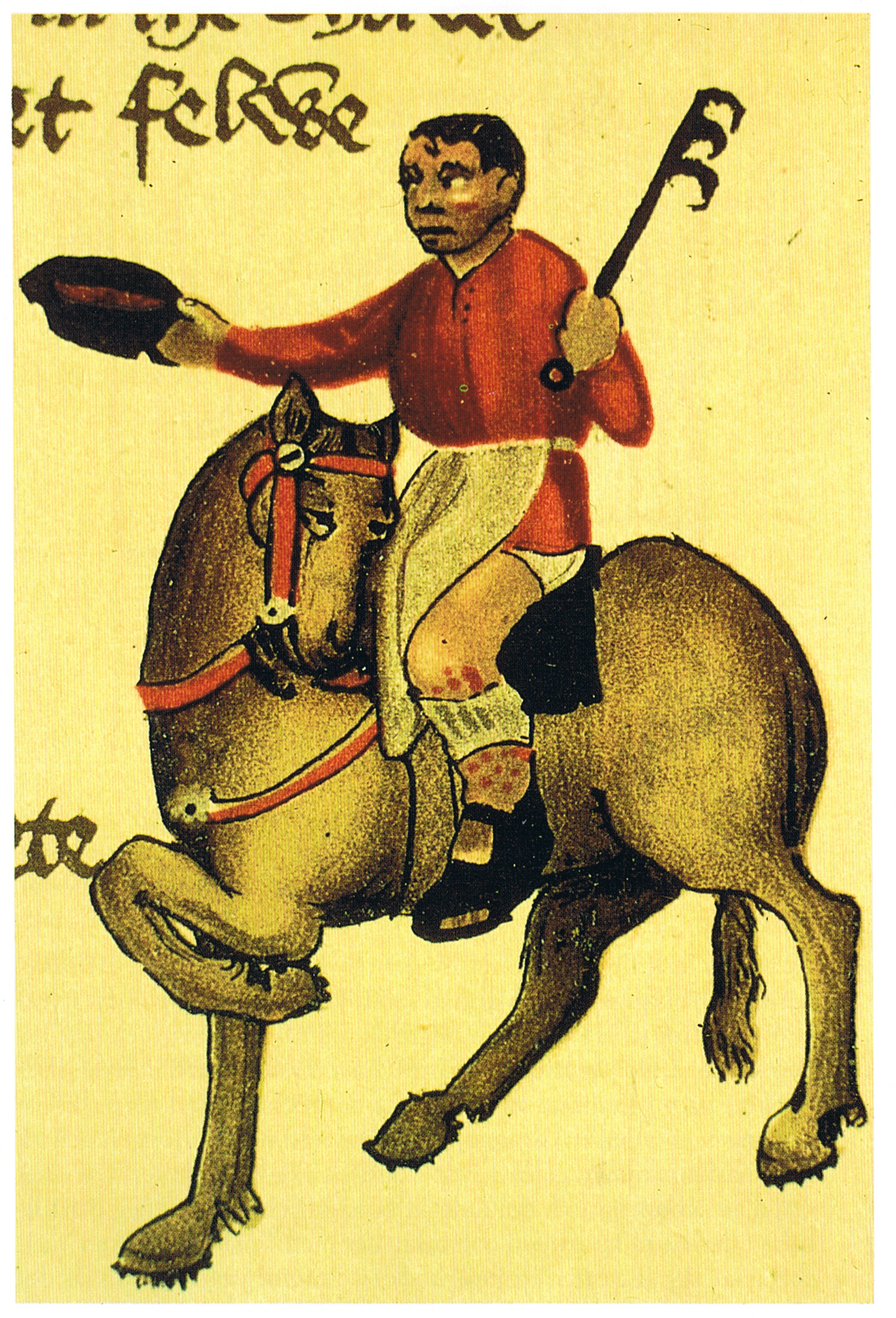
Roger Bucătarul
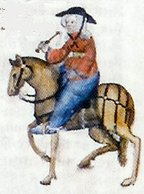
Alison Soția lui Bath
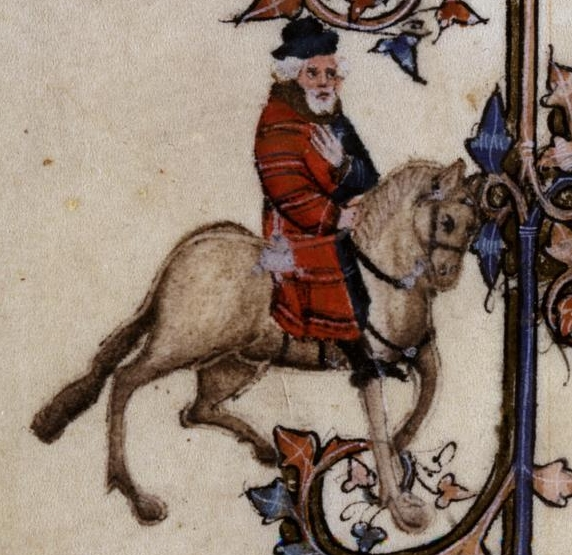
Franklin
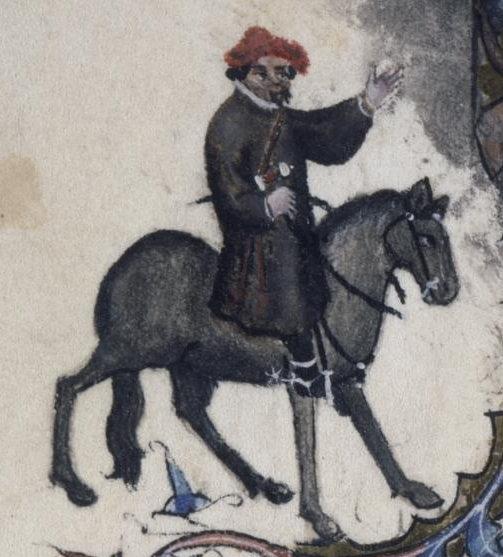
Armatorul
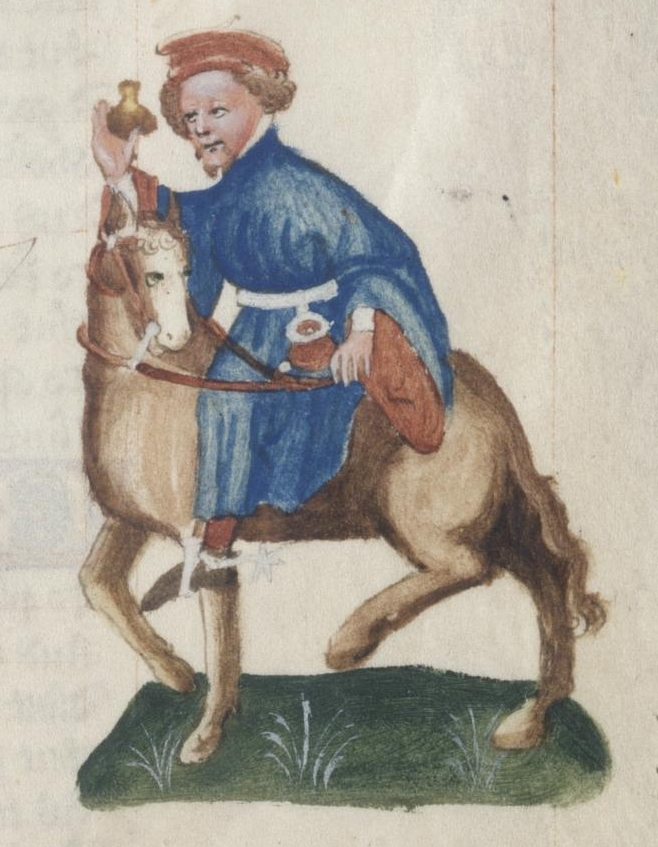
Mancipul
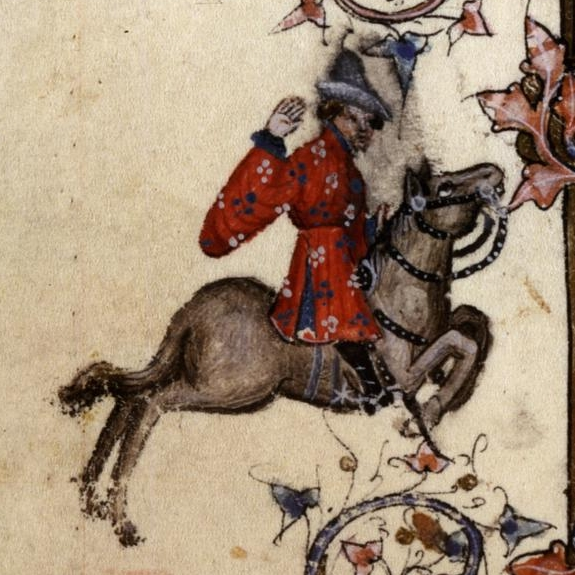
Negustorul
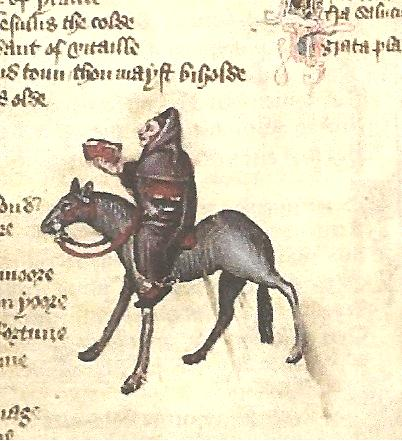
Grefierul de la Oxford
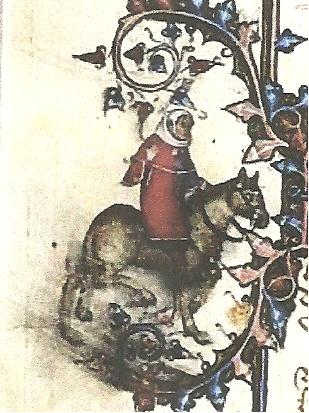
Sergentul Legii
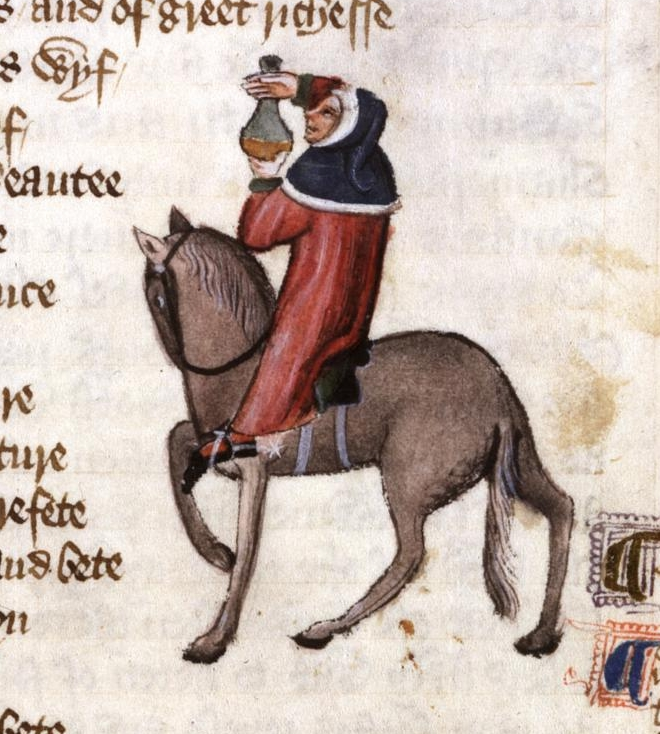
Medicul
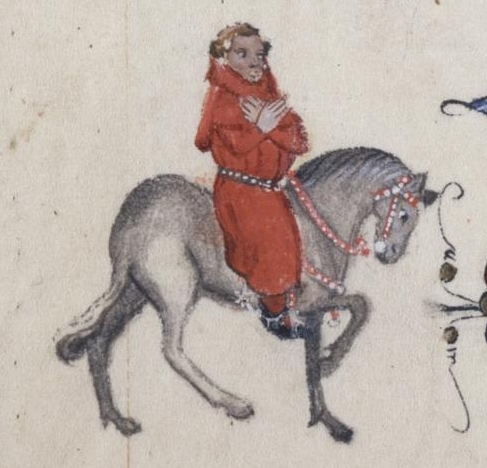
Parocul
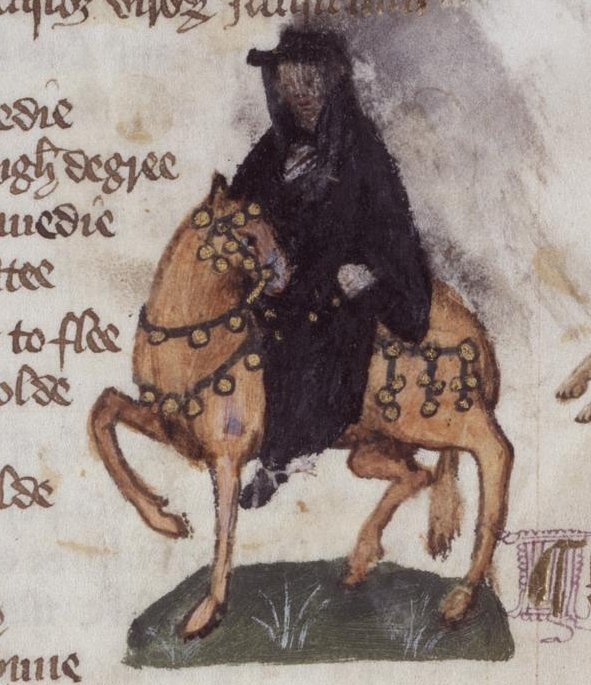
Călugărul
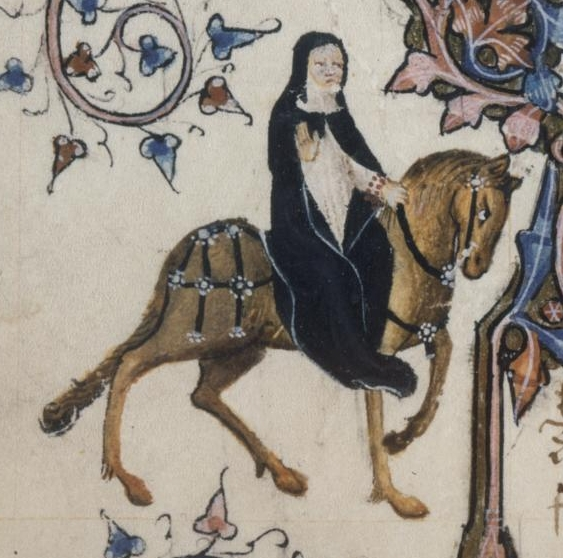
Madame Eglantine Prioresa
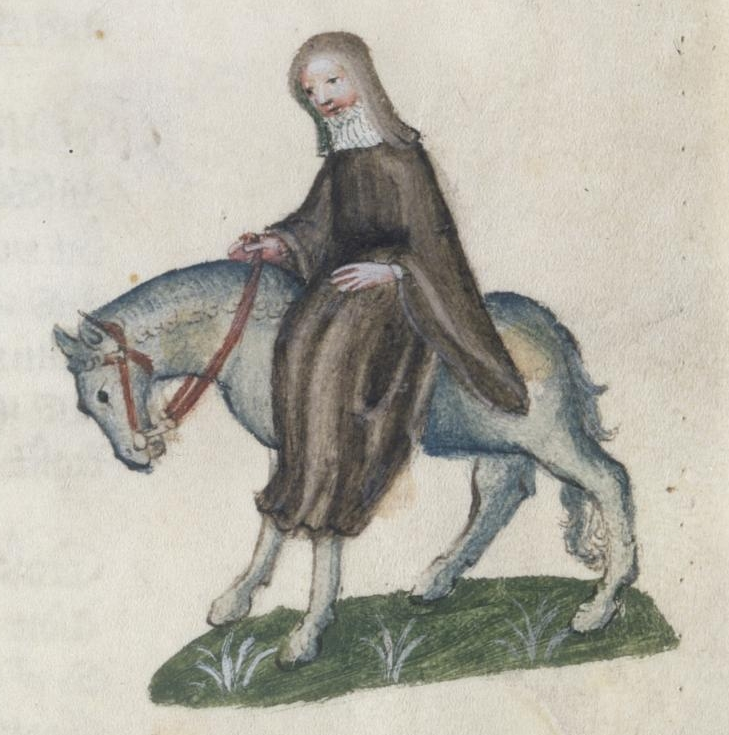
A doua călugăriță
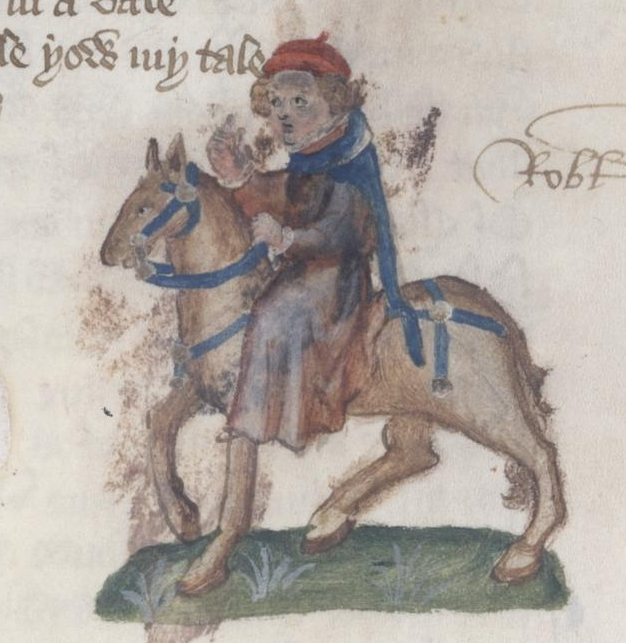
Preotul Călugăriței
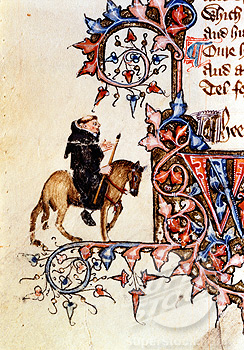
Călugărul Hubert
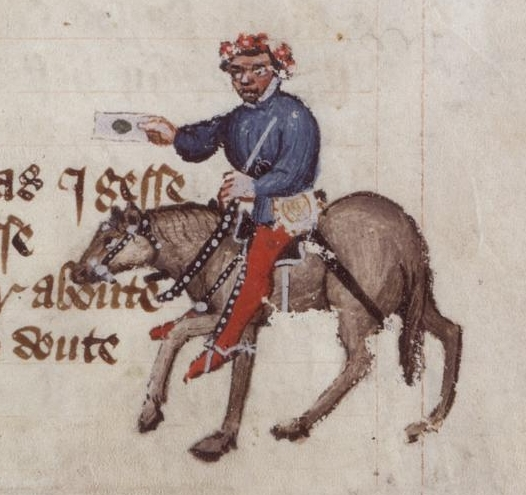
Invocatorul
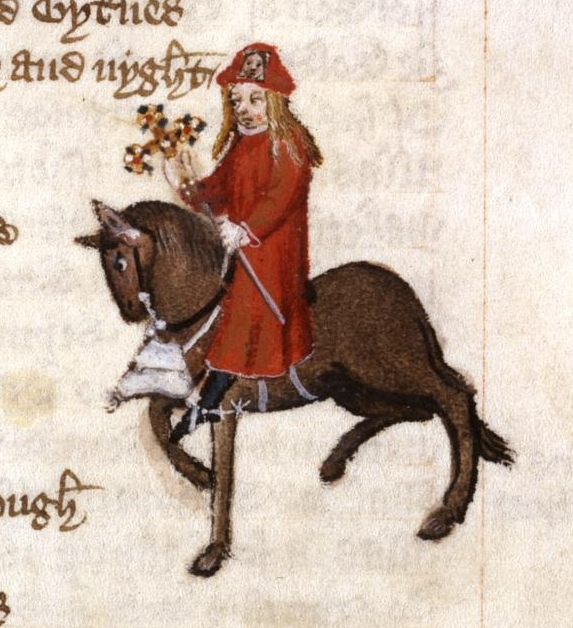
Iertătorul
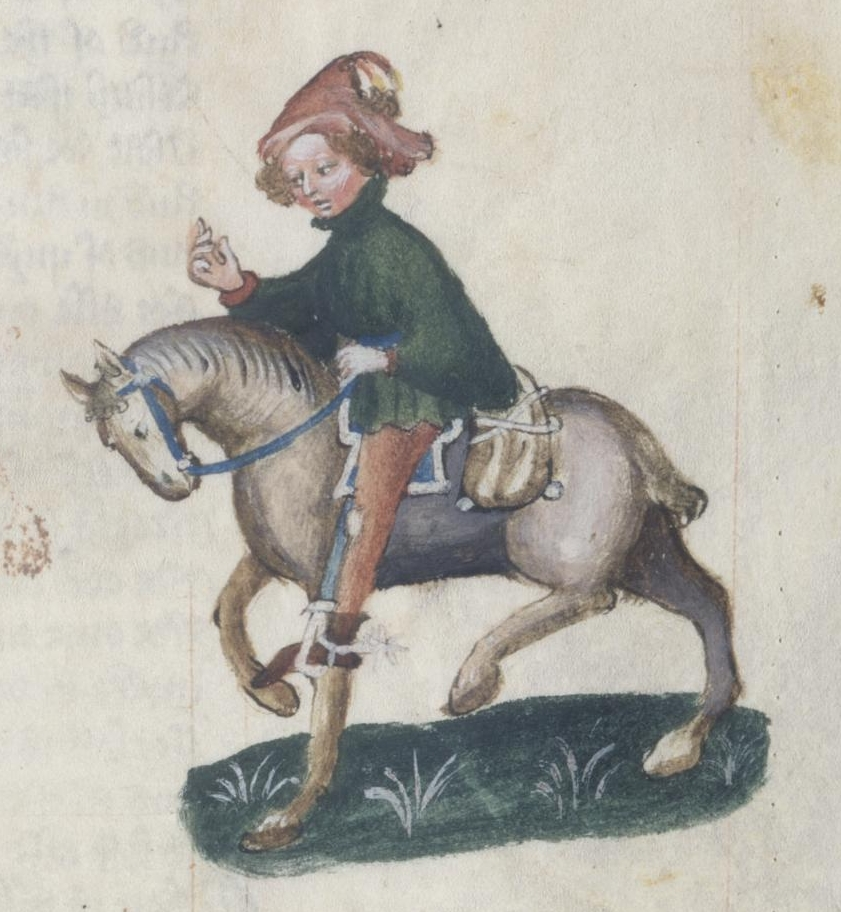
Canonul Yeoman
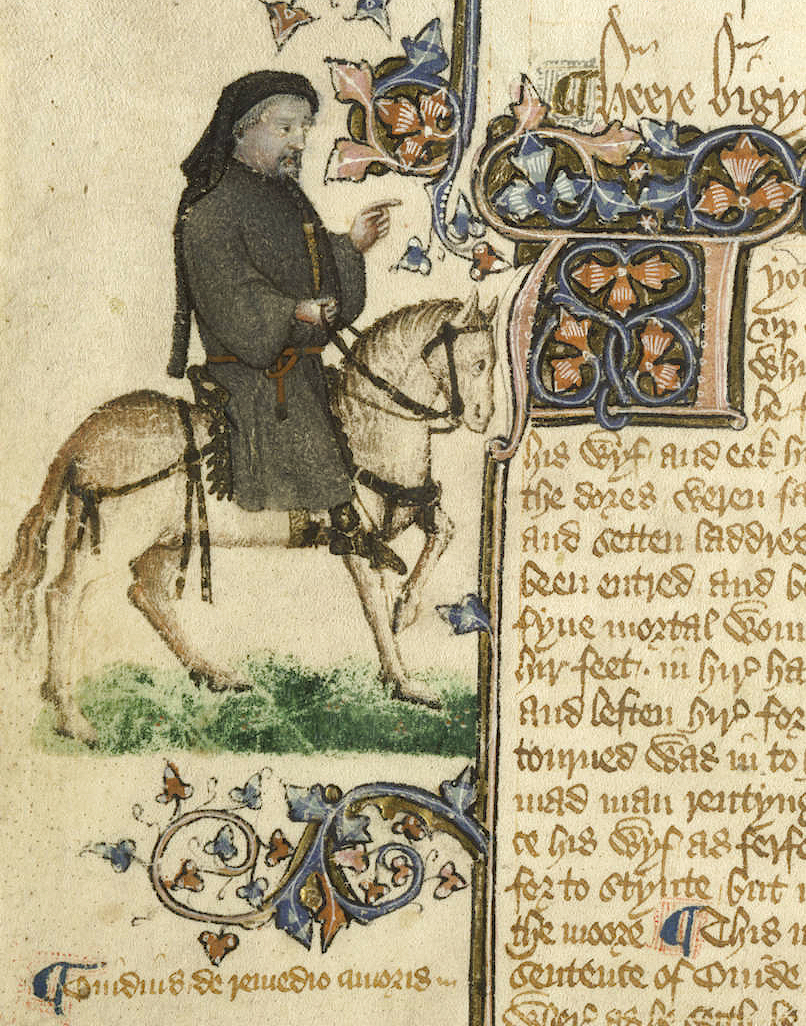
Geoffrey Chaucer